# Rynek (Łapanów)
Rynek – część wsi Łapanów w Polsce położona w województwie małopolskim, w powiecie bocheńskim, w gminie Łapanów.
W latach 1975–1998 Rynek należał administracyjnie do województwa tarnowskiego.